# سناء الخراز
سناء الخراز (6 نوفمبر 1960 -)، مغنية كويتية. ظهرت للمرة الأولى في عام 1977، بأدائها للأغاني والأوبريتات الوطنية للكويت حتى أصبحت تشتهر بأداء هذا النوع من الأغاني طيلة مسيرتها.

## أشهر الأغاني
- يا جارتي (1979).
- أوبريت صدى التاريخ. 1986. بالاشتراك مع شادي الخليج.[2]
- مغازل الخير.
- انتي بنت الكويت.
- إحنا الخطاوي.
- إعزف يا شاعر.
- جابر أبونا من عمر.
- أوبريت الكويت صمود وتحدي (1992).
- الوطن (2019).
- اوبريت «انتوا لها» 2020.
- إعلان زين للأعياد الوطنية - تبختري بالزين (2024).